# Haa

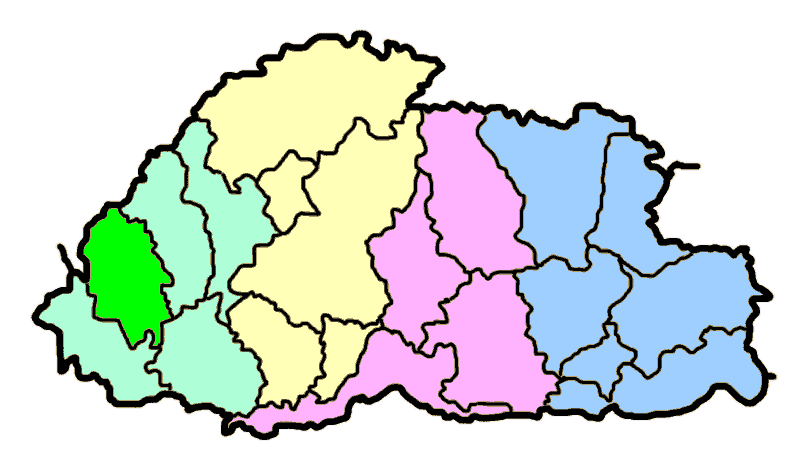
Districtul Haa

Haa este un district din Bhutan. Are o suprfață de 1.585 km² și o populație de 13.000 locuitori. Districtul Haa este divizat în 5 municipii.